# 小行星10160
小行星10160（Totoro）是一顆圍繞太陽公轉的小行星，位于火星和木星之間的小行星帶。
该小行星在1994年12月31日由日本业余天文学者小林隆男发现，并以宫崎骏1988年导演的动画影片《龙猫》中的角色命名。